# Santa Teresa (Lecce)
A Santa Teresa egy leccei templom.

## Története
A templom 1620-ban épült barokk stílusban Giuseppe Zimbalo tervei alapján. Az egyik legszebb barokk templom a városban.

## Leírása
A főhomlokzat befejezetlen maradt, hiányzik a lezáró része, a timpanon. Korintoszi pilaszterek díszíti valamint gazdagon faragott fesztonok. A földszinten fülkékben Keresztelő Szent János és János evangélista szobrai állnak. A befejezetlen emeleti szint központi eleme egy nagy ablak, amelynek keretét virágmotívumos faragások díszítik. A templom belsője egy hajós. A kereszthajó rövid. A mennyezetet lunetták díszítik. A templomban áll Szent Orontius legnagyobb papírmasé szobra, amely 1869-ben készült. A templomhoz csatlakozó épület egykoron a karmeliták kolostora volt. Később kaszárnya, majd iskola lett.